# Tôi nhìn thấy mặt trời
Tôi nhìn thấy mặt trời (tiếng Gruzia: მე ვხედავ მზეს, tiếng Nga: Я вижу солнце) là một cuốn tiểu thuyết tâm lý xã hội của nhà văn Nodar Dumbadze, ra đời năm 1962.

## Chuyển thể
- Tôi nhìn thấy mặt trời (phim, 1965)